# Faruk Kulenović
Faruk Kulenović (Zagreb, 23. veljače 1952.), bivši hrvatski košarkaš i sadašnji košarkaški trener.

## Igračka karijera
Igračku karijeru započeo je u Mladosti iz Zagreba gdje je počeo igrati u omladinskom pogonu kluba, 1963. godine, a zatim je igrao i u seniorskoj momčadi, gdje je igrao do 1973. godine.

## Trenerska karijera
Trenersku karijeru započeo je 1973. godine u KK Medveščaku iz Zagreba nakon prestanka igranja. U karijeri je zatim je trenirao hrvatske klubove KK Borovo, KK Šibenku, KK Kvarner, KK Pulu, KK Zrinjevac i KK Svjetlost te strane klubove izraelski KK Hapoel, njemački KK Alba Berlin, turski KK Fenerbahce, KK Ohud Medina iz Saudijske Arabije. Košarkašku reprezentaciju Bosne i Hercegovine vodio je u kvalifikacijskom ciklusu za EP 1995. u Grčkoj. Od 2002. do 2006. godine bio je trener i koordinator u školi košarke u Adapazariju u Turskoj.

## Trenerski uspjesi
- U sezoni 1981./82. doveo je KK Šibenku do poluzavršnice jugoslavenskog kupa.
- U sezoni 1981./82. doveo je KK Šibenku do završnice kupa Radivoja Koraća gdje su u talijanskom gradu Padovi izgubili od CSP Limogesa,[2] 18. ožujka 1982. godine, 90:84 (46:49).[3]

## Vanjske poveznice
- Faruk Kulenović - Službene stranice  Arhivirana inačica izvorne stranice od 26. srpnja 2009. (Wayback Machine)